# پنجاه و سومین مراسم گلدن گلوب
۵۳مین مراسم گلدن گلوب (به انگلیسی: 53th Golden Globe Awards) در گرامیداشت بهترین فیلم و شوی تلویزیونی ساخته شده در سال ۱۹۹۵، در ژانویه سال ۱۹۹۶ در هتل‌های هیلتون در بورلی هیلز کالیفرنیا برگزار شد.

## برندگان و نامزدها

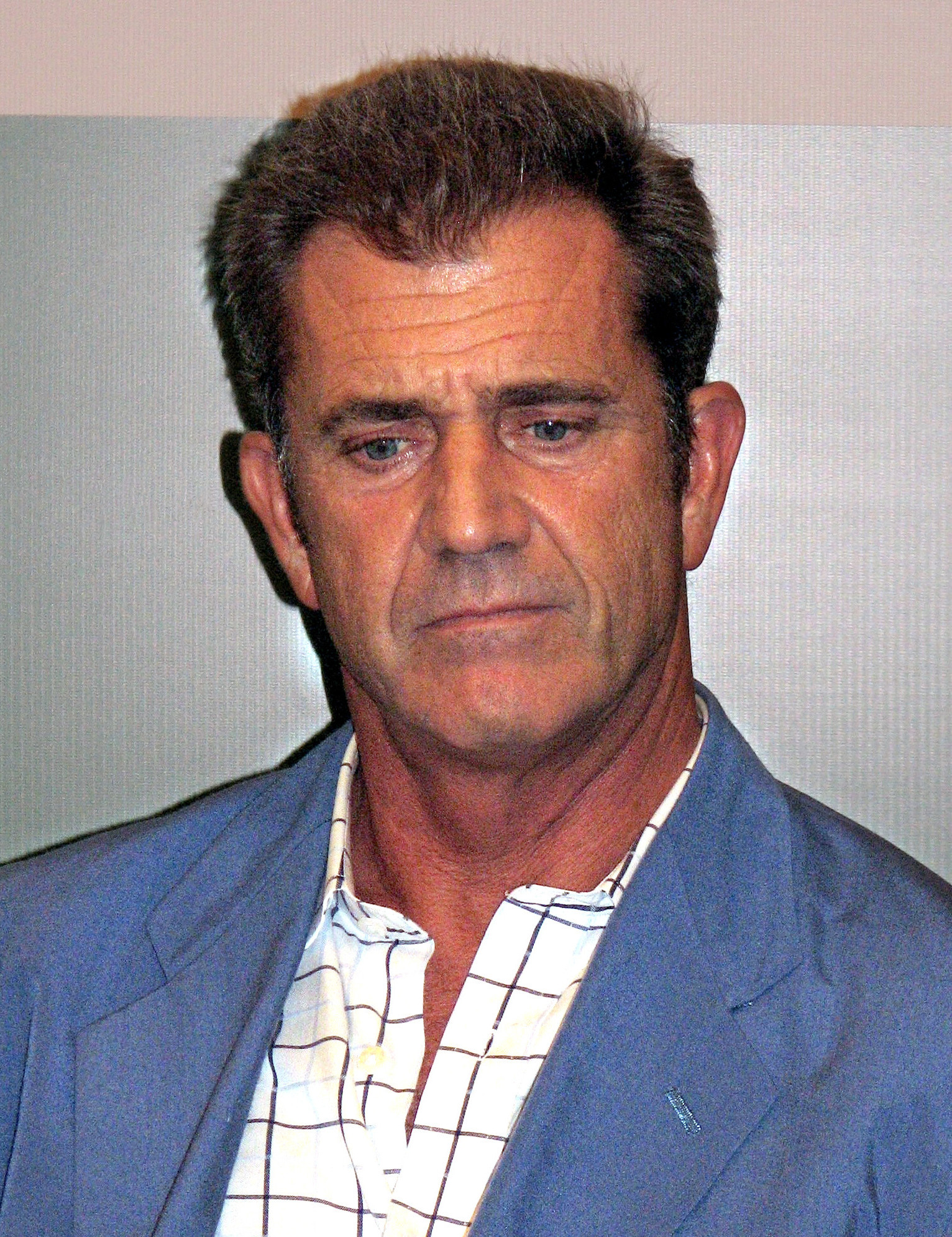
مل گیبسون – Best Director winner

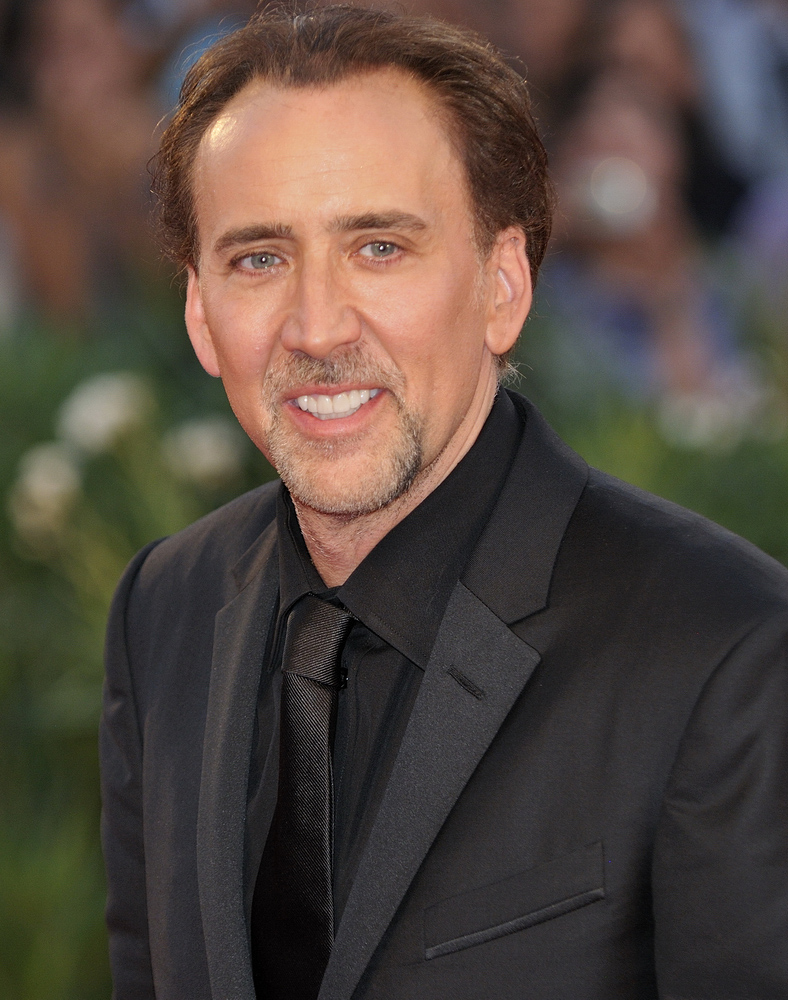
نیکلاس کیج – Best Actor in a Motion Picture, Drama winner

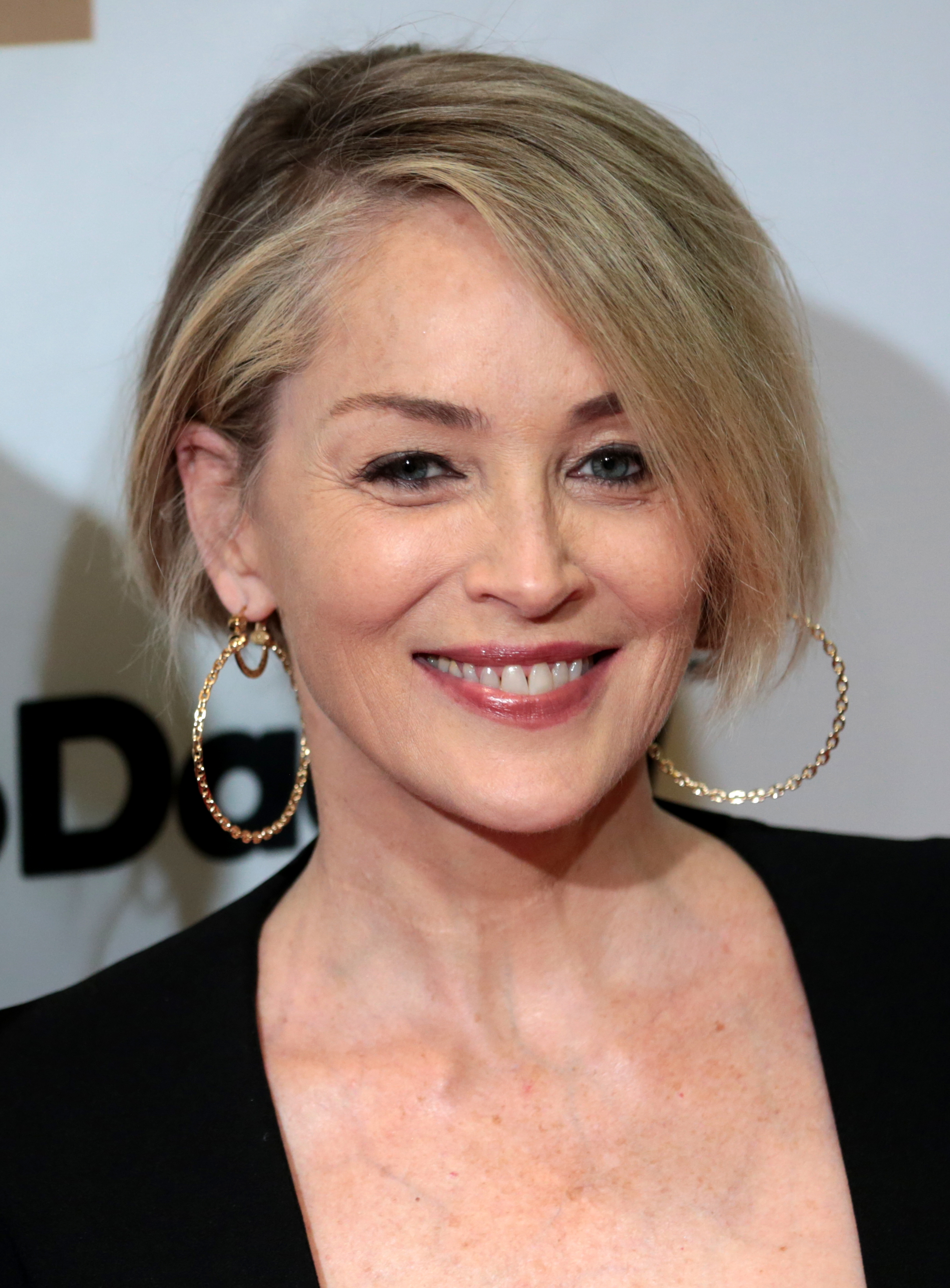
شارون استون – Best Actress in a Motion Picture, Drama winner

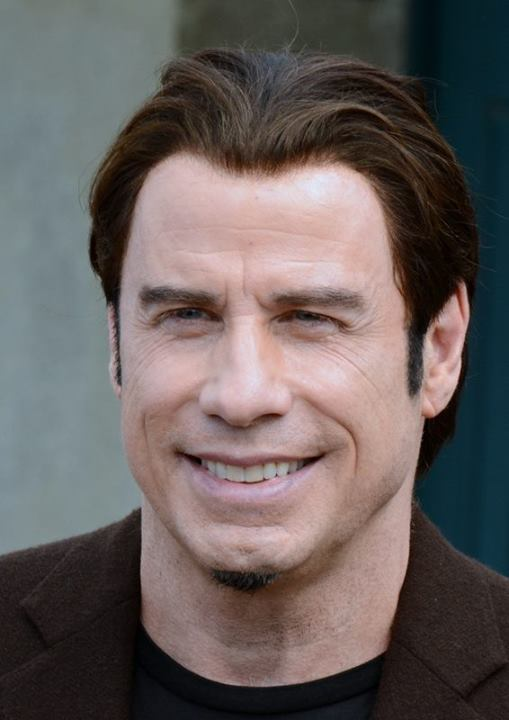
جان تراولتا – Best Actor in a Motion Picture, Musical or Comedy winner

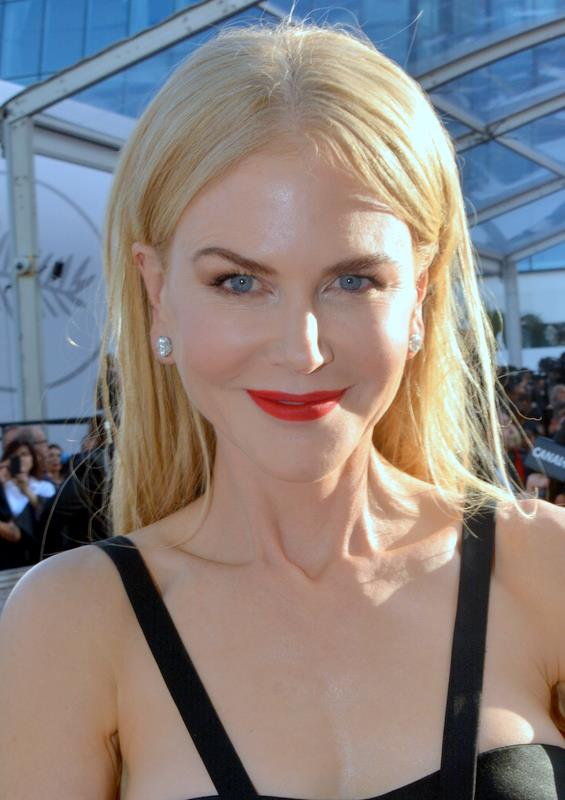
نیکول کیدمن – Best Actress in a Motion Picture, Musical or Comedy winner

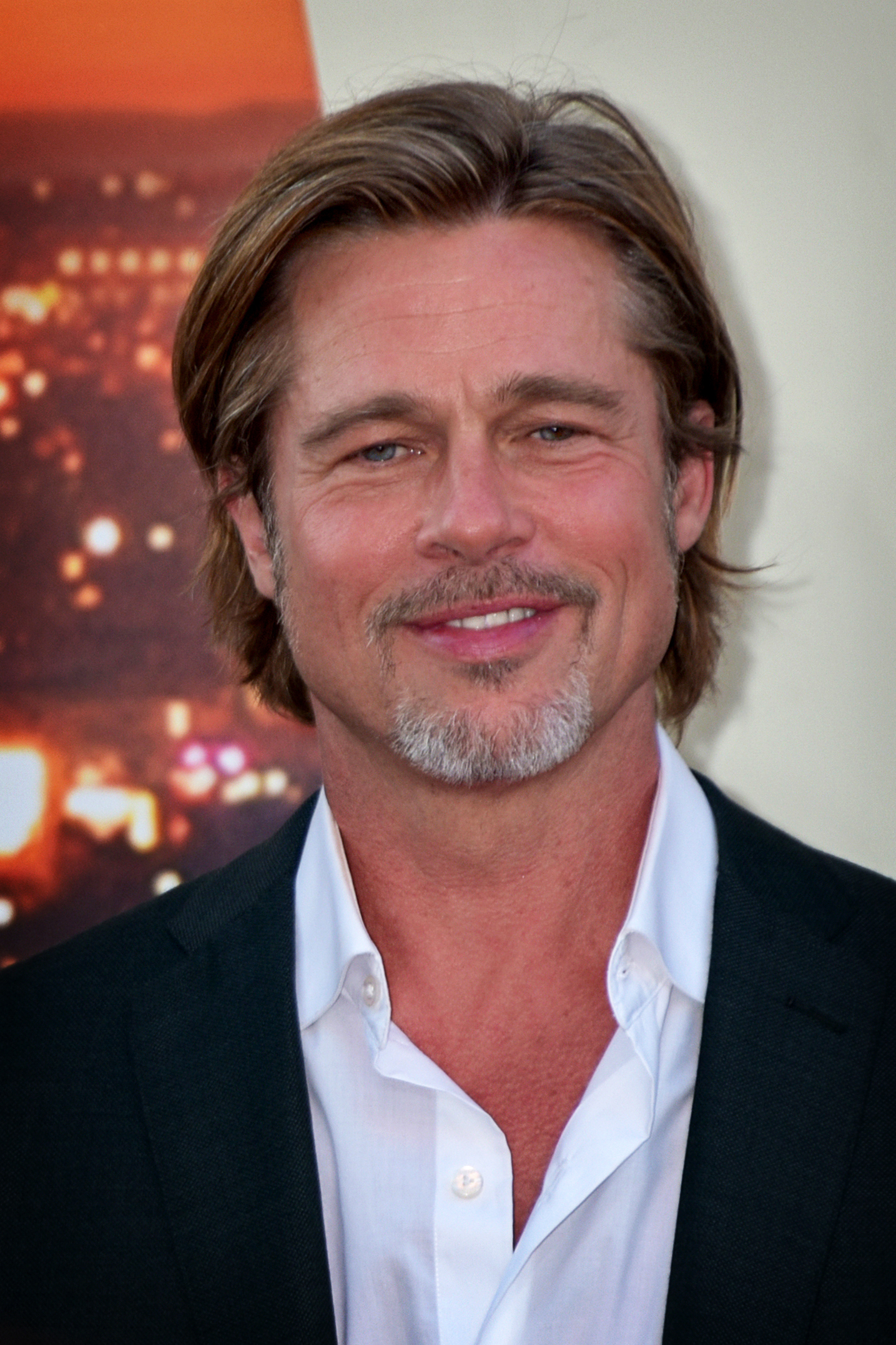
برد پیت – Best Supporting Actor in a Motion Picture winner

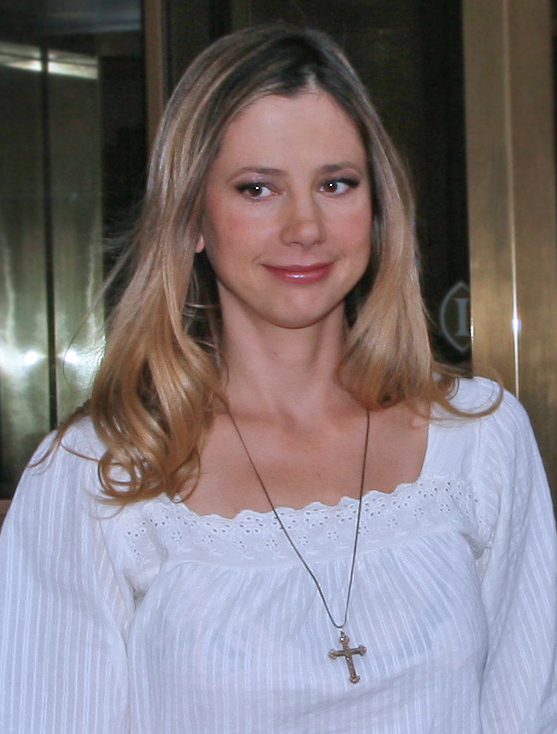
میرا سوروینو – Best Supporting Actress in a Motion Picture winner

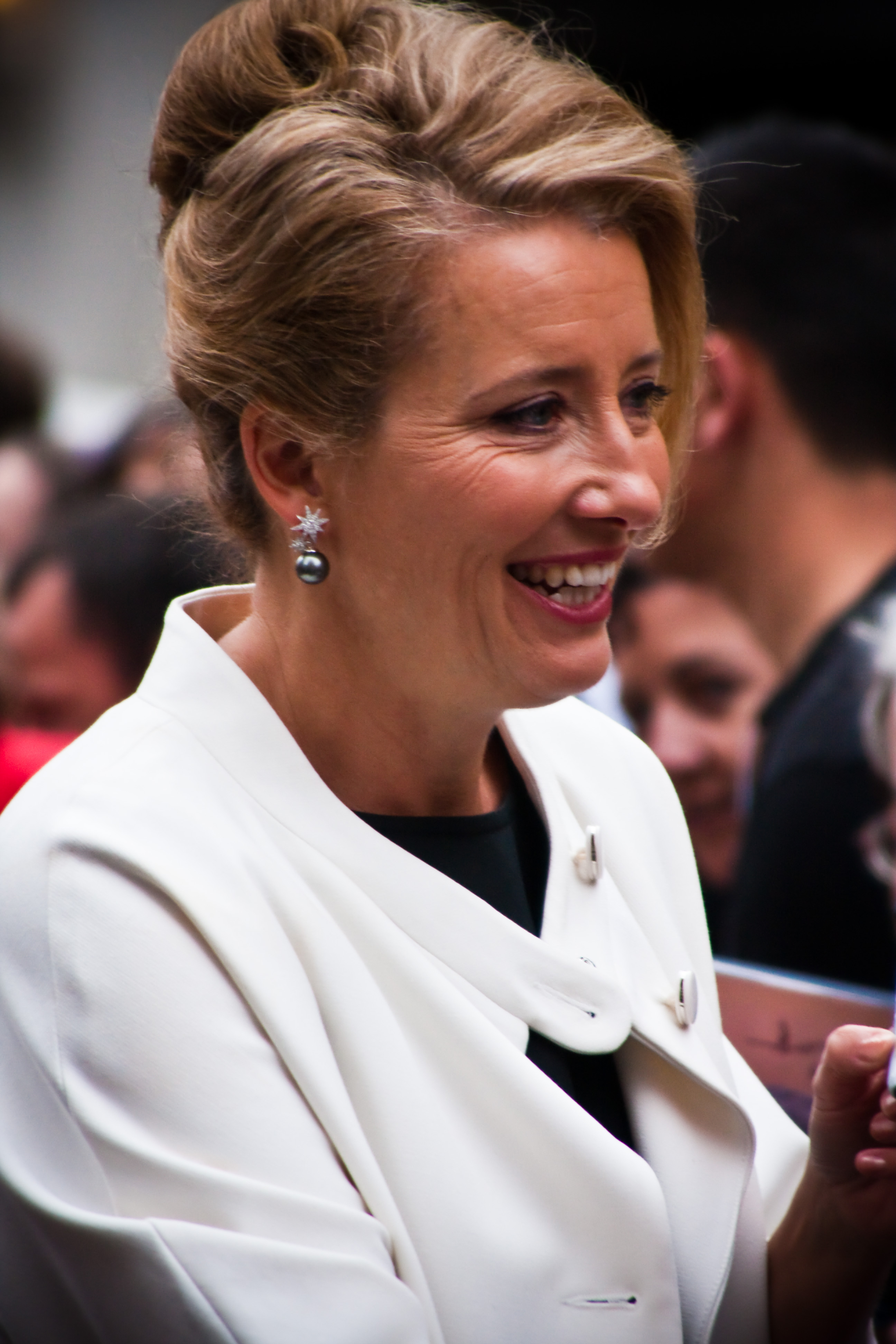
اما تامپسون – Best Screenplay winner

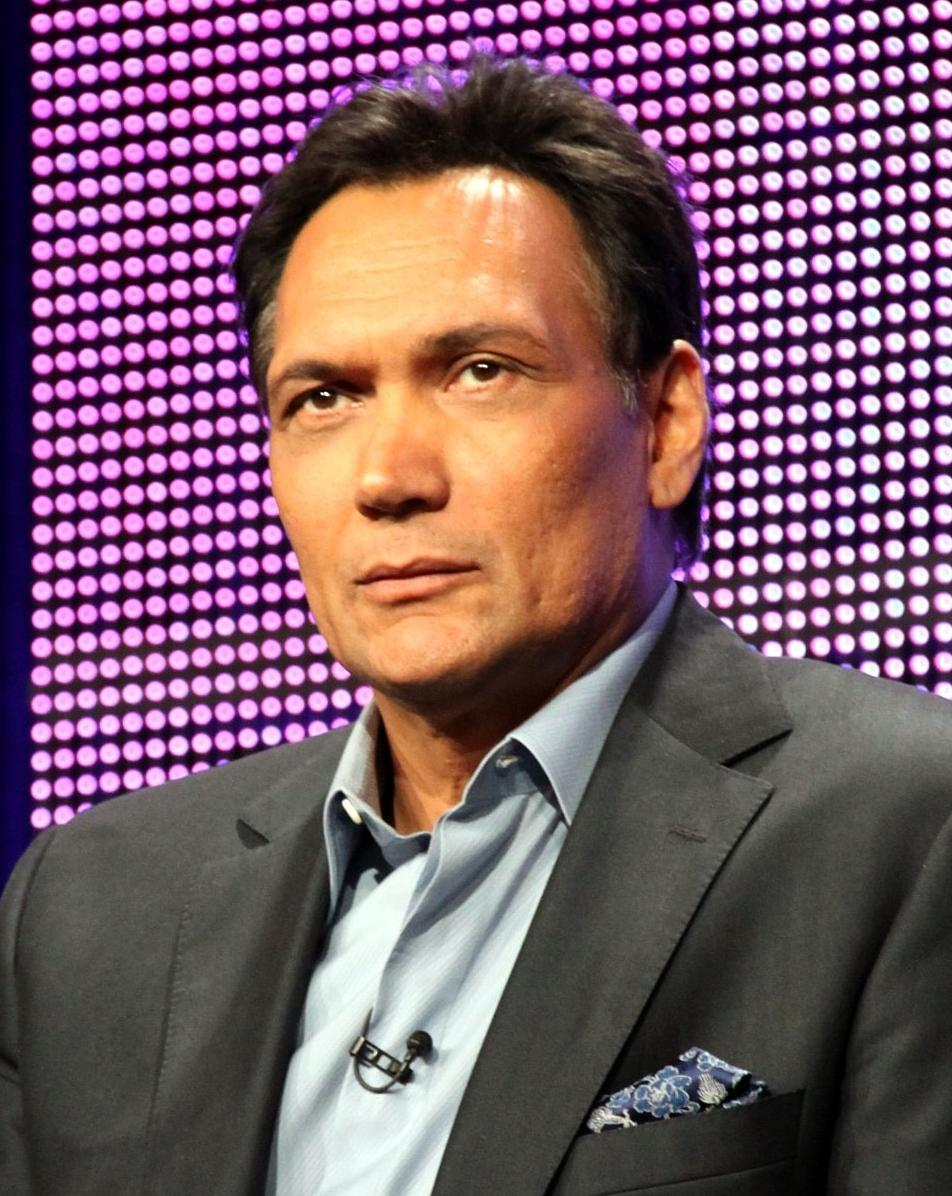
جیمی اسمیتس – Best Actor in a Television Series, Drama winner

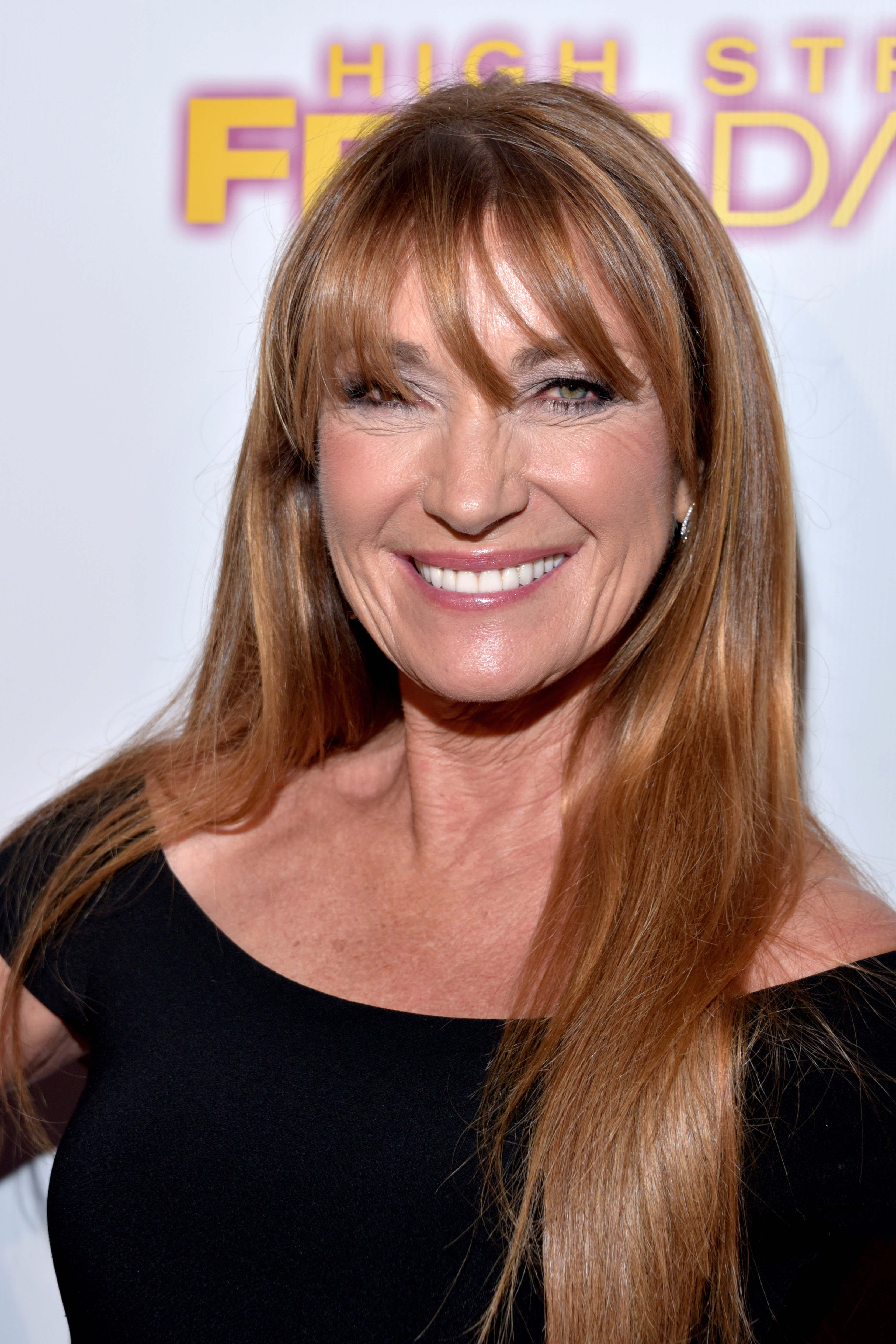
جین سیمور – Best Actress in a Television Series, Drama winner

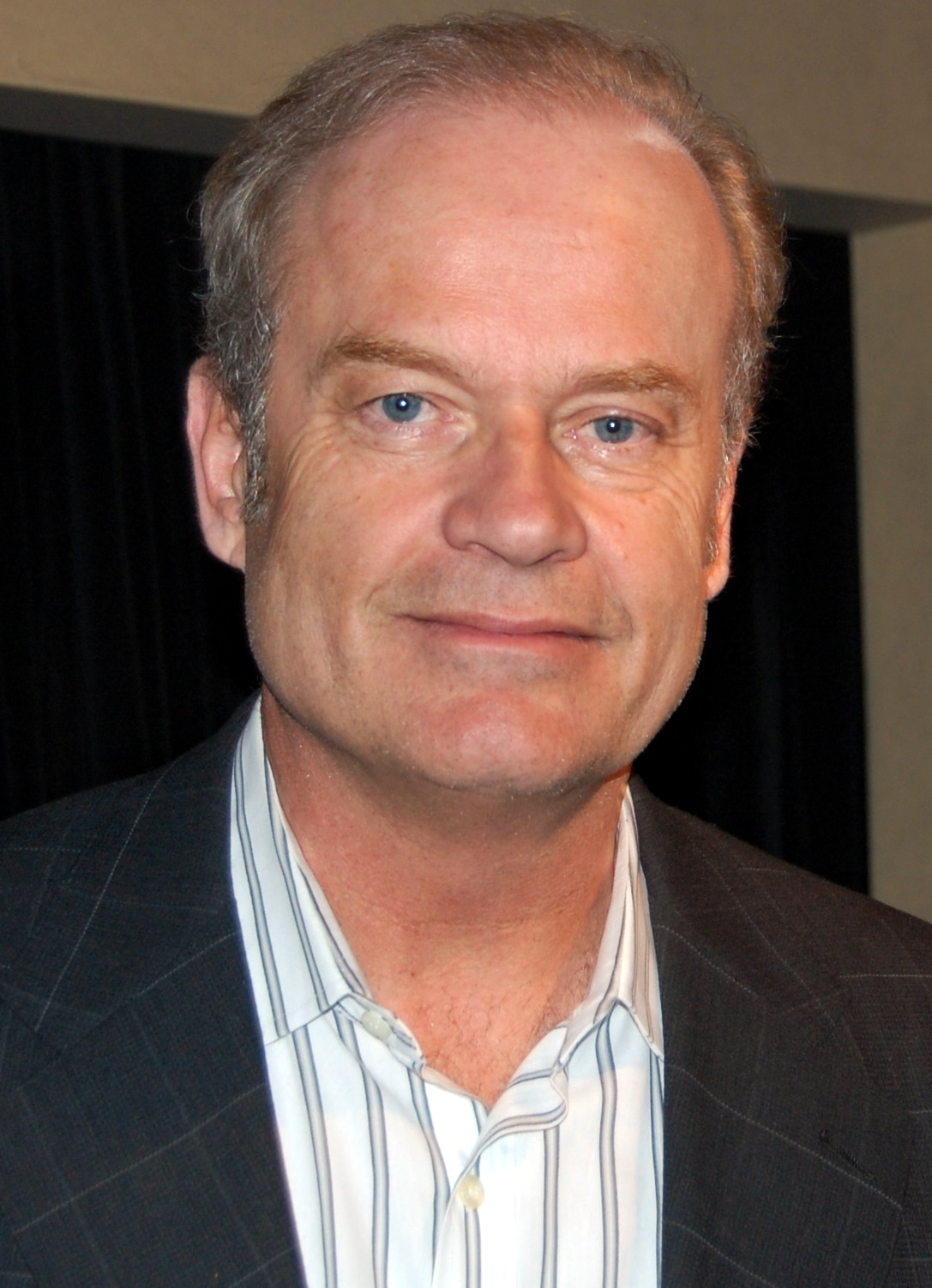
کلسی گرمر – Best Actor in a Television Series, Musical or Comedy winner

سیبل شفرد – Best Actress in a Television Series, Musical or Comedy winner

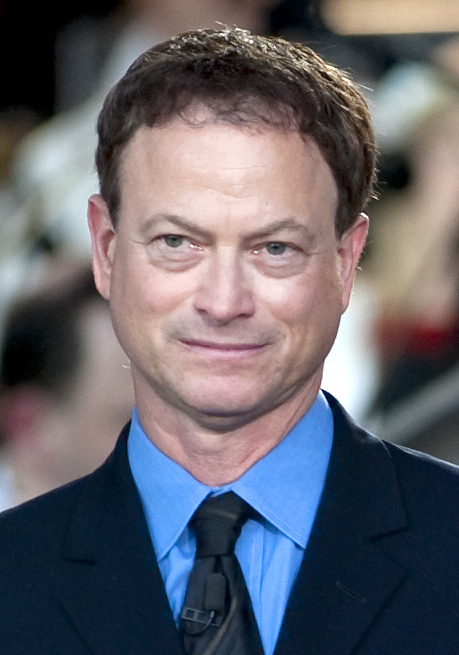
گری سینایس – Best Actor in a Miniseries or Television Film winner

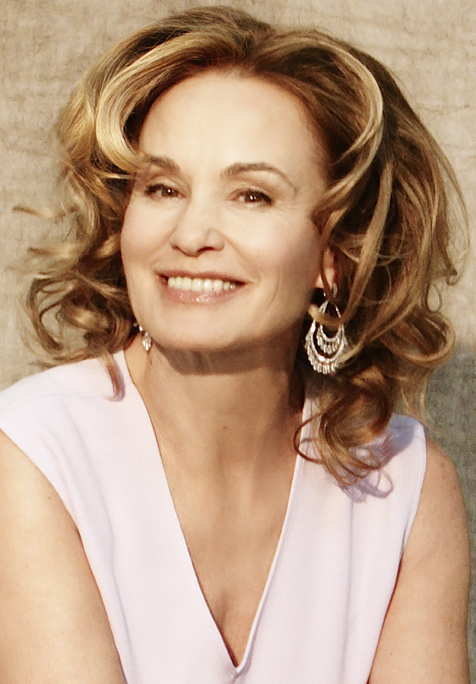
جسیکا لنگ – Best Actress in a Miniseries or Television Film winner

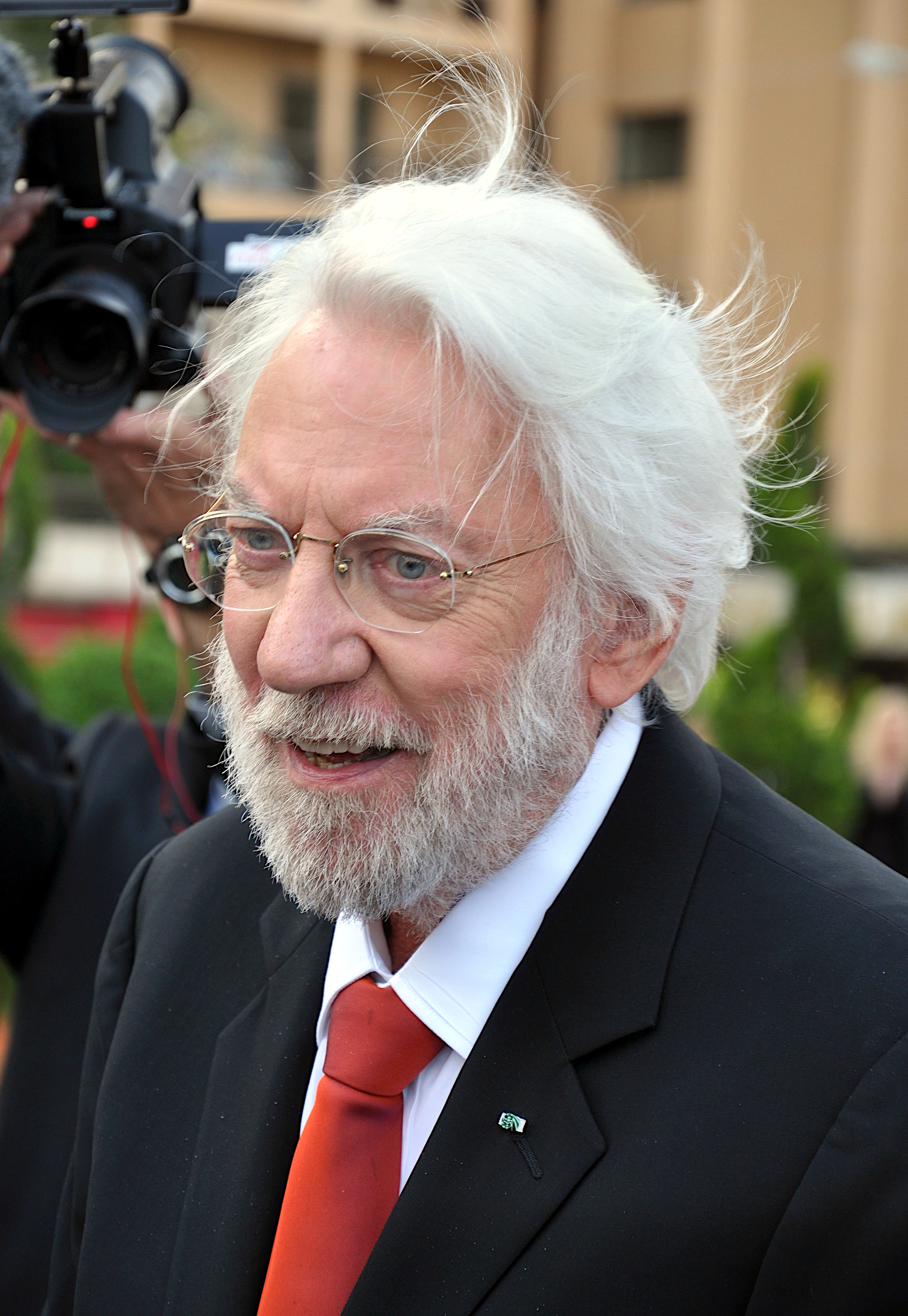
دونالد ساترلند – Best Supporting Actor in a Series, Miniseries, or Television Film winner

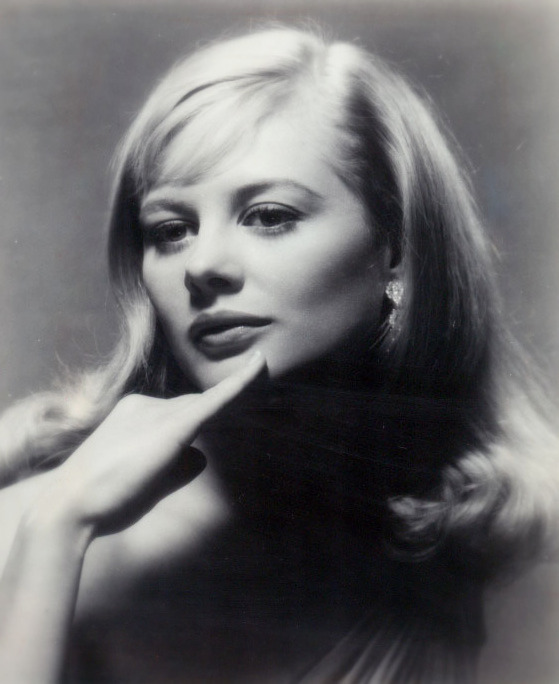
شرلی نایت – Best Supporting Actress in a Series, Miniseries, or Television Film winner

### فیلم سینمایی
| بهترین فیلم | بهترین فیلم |
| جایزه گلدن گلوب بهترین فیلم – درام | جایزه گلدن گلوب بهترین فیلم – موزیکال یا کمدی |
| --- | --- |
| عقل و احساس - آپولو ۱۳ - شجاع‌دل - پل‌های مدیسون کانتی - ترک لاس وگاس | بیب - رئیس‌جمهور آمریکا - کوتوله را بگیرید - سابرینا - داستان اسباب‌بازی |
| بهترین اجرا در یک فیلم - درام | |
| جایزه گلدن گلوب بهترین بازیگر مرد – فیلم درام | جایزه گلدن گلوب بهترین بازیگر زن – فیلم درام |
| نیکلاس کیج – ترک لاس وگاس - ریچارد درایفس – قطعه موسیقی آقای هولاند - آنتونی هاپکینز – نیکسون - ایان مک‌کلن – ریچارد سوم - شان پن – راه رفتن مرد مرده                                    | شارون استون – کازینو - سوزان ساراندون – راه رفتن مرد مرده - الیزابت شو – ترک لاس وگاس - مریل استریپ – پل‌های مدیسون کانتی - اما تامپسون – عقل و احساس |
| بهترین اجرا در یک فیلم - موزیکال یا کمدی | |
| جایزه گلدن گلوب بهترین بازیگر مرد – فیلم موزیکال یا کمدی | جایزه گلدن گلوب بهترین بازیگر زن – فیلم موزیکال یا کمدی |
| جان تراولتا – کوتوله را بگیرید - مایکل داگلاس – رئیس‌جمهور آمریکا - هریسون فورد – سابرینا - استیو مارتین – پدر عروس ۲ - پاتریک سوویزی – به وانگ فو، با تشکر برای همه‌چیز! جولی نیومر      | نیکول کیدمن – به خاطرش مردن - آنت بنینگ – رئیس‌جمهور آمریکا - ساندرا بولاک – وقتی خواب بودی - تونی کولت – عروسی موریل - ونسا ردگریو – یک ماه در کنار دریاچه |
| بهترین اجرای مکمل در یک Motion Picture – Drama, Musical or Comedy | |
| جایزه گلدن گلوب بهترین بازیگر نقش مکمل مرد | جایزه گلدن گلوب بهترین بازیگر نقش مکمل زن |
| برد پیت – ۱۲ میمون - اد هریس – آپولو ۱۳ - جان لگویزمائو – به وانگ فو، با تشکر برای همه‌چیز! جولی نیومر - تیم راث – راب روی - کوین اسپیسی – مظنونین همیشگی                                | میرا سوروینو – آفرودیت توانا - آنجلیکا هیوستون – نگهبان گذرگاه - کاتلین کویینلان – آپولو ۱۳ - کیرا سجویک – چیزی برای گفتن - کیت وینسلت – عقل و احساس |
| جایزه گلدن گلوب بهترین کارگردانی | جایزه گلدن گلوب بهترین فیلم‌نامه |
| مل گیبسون – شجاع‌دل - مایک فیگیس – ترک لاس وگاس - ران هاوارد – آپولو ۱۳ - انگ لی – عقل و احساس - راب راینر – رئیس‌جمهور آمریکا - مارتین اسکورسیزی – کازینو                                | عقل و احساس – اما تامپسون - رئیس‌جمهور آمریکا – آرون سورکین - شجاع‌دل – رندل والاس - راه رفتن مرد مرده – تیم رابینز - کوتوله را بگیرید – اسکات فرانک - قطعه موسیقی آقای هولاند – Patrick Sheane Duncan |
| جایزه گلدن گلوب بهترین موسیقی | جایزه گلدن گلوب بهترین ترانه غیراقتباسی |
| A Walk in the Clouds – موریس ژار - Braveheart – جیمز هورنر - دون خوان دی‌مارکو – مایکل کیمن - Pocahontas – آلن منکن - Sense and Sensibility – پاتریک دویل                                | "Colors of the Wind" by آلن منکن (music) and استفان شوارتز (lyrics) – پوکاهانتس - "Have You Ever Really Loved a Woman?" by مایکل کیمن، برایان آدامز، and رابرت جان «موت» لنگ – دون خوان دی‌مارکو - "Hold Me, Thrill Me, Kiss Me, Kill Me" by آدام کلیتون (music), دی اج (music), لری مولن جونیور (music), and بونو (lyrics) – بتمن برای همیشه - "Moonlight" by جان ویلیامز (music), آلن و مرلین برگمن (lyrics), and آلن و مرلین برگمن (lyrics) – سابرینا - "You've Got a Friend in Me" by رندی نیومن – داستان اسباب‌بازی |
| جایزه گلدن گلوب بهترین فیلم غیر انگلیسی‌زبان | |
| بینوایان • فرانسه - Brother of Sleep (Schlafes Bruder)\| • آلمان - French Twist (Gazon maudit)\| • فرانسه - Like Two Crocodiles (Come due coccodrilli)\| • ایتالیا - مثلث شانگهای • چین | |

The following films received multiple nominations:
| Nominations | Title                                       |
| ----------- | ------------------------------------------- |
| ۶           | عقل و احساس                                 |
| ۵           | رئیس‌جمهور آمریکا                            |
| ۴           | آپولو ۱۳                                    |
| ۴           | شجاع‌دل                                      |
| ۴           | ترک لاس وگاس                                |
| ۳           | راه رفتن مرد مرده                           |
| ۳           | کوتوله را بگیرید                            |
| ۳           | سابرینا                                     |
| ۲           | پل‌های مدیسون کانتی                          |
| ۲           | کازینو                                      |
| ۲           | دون خوان دی‌مارکو                            |
| ۲           | قطعه موسیقی آقای هولاند                     |
| ۲           | پوکاهانتس                                   |
| ۲           | به وانگ فو، با تشکر برای همه‌چیز! جولی نیومر |
| ۲           | داستان اسباب‌بازی                            |

The following films received multiple wins:
| Wins | Film        |
| ---- | ----------- |
| ۲    | عقل و احساس |

### Television
| Best Television Series | Best Television Series |
| جایزه گلدن گلوب بهترین مجموعه تلویزیونی – درام | جایزه گلدن گلوب بهترین مجموعه تلویزیونی – موزیکال یا کمدی |
| --- | --- |
| Party of Five - Chicago Hope - بخش فوریت‌های پزشکی - Murder One - NYPD Blue | Cybill - فریژر - فرندز - Mad About You - ساینفلد |
| Best Lead Actor in a Television Series | |
| جایزه گلدن گلوب بهترین بازیگر مرد – مجموعه تلویزیونی درام | جایزه گلدن گلوب بهترین بازیگر مرد – مجموعه تلویزیونی موزیکال یا کمدی |
| جیمی اسمیتس – NYPD Blue - دنیل بنزالی – Murder One - جرج کلونی – بخش فوریت‌های پزشکی - دیوید دوکاونی – پرونده‌های ایکس - آنتونی ادواردز – بخش فوریت‌های پزشکی                    | کلسی گرمر – فریژر - تیم آلن – بهبود خانه - پل رایزر – Mad About You - جری ساینفلد – ساینفلد - گری شندلینگ – The Larry Sanders Show                                                                                                   |
| Best Lead Actress in a Television Series | |
| جایزه گلدن گلوب بهترین بازیگر زن – مجموعه تلویزیونی درام | جایزه گلدن گلوب بهترین بازیگر زن – مجموعه تلویزیونی موزیکال یا کمدی |
| جین سیمور – پزشک دهکده - جیلین اندرسون – پرونده‌های ایکس - کتی بیکر – حصار چوبی - هتر لاکلیر – Melrose Place - شری استرینگ‌فیلد – بخش فوریت‌های پزشکی                            | سیبل شفرد – Cybill - کندیس برگن – مورفی براون - الن دی‌جنرس – Ellen - فرن درشر – The Nanny - هلن هانت – Mad About You |
| Best Supporting Performance – Series, Miniseries, or Television Film | |
| جایزه گلدن گلوب بهترین بازیگر نقش مکمل مرد – سریال، سریال کوتاه یا فیلم تلویزیونی                                                                                             | جایزه گلدن گلوب بهترین بازیگر نقش مکمل زن – سریال، سریال کوتاه یا فیلم تلویزیونی |
| دونالد ساترلند – شهروند مجهول - سم الیوت – Buffalo Girls - تام هولس – The Heidi Chronicles - دیوید هاید پیرس – فریژر - هنری توماس – Indictment: The McMartin Trial            | شرلی نایت – Indictment: The McMartin Trial - کریستین برنسکی – Cybill - جودی دیویس – Serving in Silence: The Margarethe Cammermeyer Story - ملانی گریفیث – Buffalo Girls - لیسا کودرو – فرندز - جولیانا مارگولیس – بخش فوریت‌های پزشکی |
| جایزه گلدن گلوب بهترین بازیگر مرد – مجموعه تلویزیونی کوتاه یا فیلم تلویزیونی                                                                                                  | جایزه گلدن گلوب بهترین بازیگر زن – مجموعه تلویزیونی کوتاه یا فیلم تلویزیونی |
| گری سینایس – Truman - الک بالدوین – اتوبوسی به نام هوس - چارلز اس. داتون – The Piano Lesson - لارنس فیشبرن – The Tuskegee Airmen - جیمز وودز – Indictment: The McMartin Trial | جسیکا لنگ – اتوبوسی به نام هوس - گلن کلوز – Serving in Silence: The Margarethe Cammermeyer Story - جیمی لی کرتیس – The Heidi Chronicles - سالی فیلد – A Woman of Independent Means - لیندا همیلتون – A Mother's Prayer               |
| جایزه گلدن گلوب بهترین مجموعه تلویزیونی کوتاه یا فیلم تلویزیونی | |
| Indictment: The McMartin Trial - شهروند مجهول - The Heidi Chronicles - Serving in Silence: The Margarethe Cammermeyer Story - Truman                                          | |

The following programs received multiple nominations:
| Nominations | Title                                                |
| ----------- | ---------------------------------------------------- |
| ۵           | بخش فوریت‌های پزشکی                                   |
| ۴           | Indictment: The McMartin Trial                       |
| ۳           | Cybill                                               |
| ۳           | فریژر                                                |
| ۳           | The Heidi Chronicles                                 |
| ۳           | Mad About You                                        |
| ۳           | Serving in Silence: The Margarethe Cammermeyer Story |
| ۲           | Buffalo Girls                                        |
| ۲           | شهروند مجهول                                         |
| ۲           | فرندز                                                |
| ۲           | Murder One                                           |
| ۲           | NYPD Blue                                            |
| ۲           | ساینفلد                                              |
| ۲           | اتوبوسی به نام هوس                                   |
| ۲           | Truman                                               |
| ۲           | پرونده‌های ایکس                                       |

The following programs received multiple wins:
| Wins | Series                         |
| ---- | ------------------------------ |
| ۲    | Cybill                         |
| ۲    | Indictment: The McMartin Trial |

## Ceremony

### Presenters
- آن آرچر
- نیکلاس کیج
- مایکل کرایتون
- جیمی لی کرتیس
- دیوید دوکاونی
- لارنس فیشبرن
- جولی فیشر
- فیت فورد
- جودی فاستر
- دنیس فرانز
- تام هنکس
- تری هچر
- جوانا کرنز
- اریک لا سال
- آنجلا لنسبوری
- کریس اودانل
- ادوارد جیمز آلموس
- دیوید پیمر
- جین سیمور
- آلیسیا سیلورستون
- لی تامپسون
- جان تراولتا

### جایزه گلدن گلوب سیسیل بی. دمیل
- شان کانری

### Mr. Golden Globe
- فردی پرینز (son of Freddie Prinze and Katherine Prinze)

### Miss Golden Globe
- Jaime Dudney (daughter of باربارا ماندرل and Ken Dudney)

## Awards breakdown
The following networks received multiple nominations:
| Nominations | Network                 |
| ----------- | ----------------------- |
| ۱۹          | ان‌بی‌سی                  |
| ۱۳          | سی‌بی‌اس                  |
| ۱۰          | اچ‌بی‌او                  |
| ۶           | شرکت پخش رسانه‌ای آمریکا |
| ۴           | شرکت پخش همگانی فاکس    |
| ۳           | ترنر نتورک              |

The following networks received multiple wins:
| Wins | Network |
| ---- | ------- |
| ۲    | سی‌بی‌اس  |
| ۲    | اچ‌بی‌او  |